# غاريقون الذباب
غاريقون الذباب أو أمانيت الذباب أو عيش غراب الذباب هو نوع من الفطريات الدعامية السامة، يتواجد في المناطق المعتدلة من نصف الأرض الشمالي، وهو أحد أشهر أنواع الفطور في الثقافة الإنسانية الشعبية. استُقدِم هذا الفطر من غير قصدٍ إلى الكثير من البلدان التي لم يكن ينمو فيها بالأصل، غالباً نتيجة نقله مع أشجار الصنوبر التي زرعها البشر في تلك المناطق. يعيش أمانيت الذباب عادةً في الغابات الصنوبرية معيشةً تكافلية مع عدة أنواع من الأشجار كجذر فطري.
أمانيت الذباب ذو لون أحمر فاقع، تتخلَّله الكثير من البقع البيضاء، وتجعله هذه الألوان الفريدة والبارزة أحد أسهل الفطريات لتمييزها، وقد جعله ذلك شديد الشهرة في الثقافة الإنسانية. على الرغم من ذلك، ثمَّة عدة تحت أنواع منه ذات ألوان مختلفة، مثل أمانيت الذباب الملكي بني اللون (الذي يصنف أحياناً كنوع مستقل)، والأمانيت فلافيفتولا وغسوي وفورموسا الصفراء البرتقالية، والأمانيت بيرسيكينا زهري اللون. وتظهر الدراسات الوراثية وجود فرع حيوي كبير منحدرٍ من النوع، قد يمثل عدداً من الأنواع المستقلَّة مستقبلاً.
يعد أمانيت الذباب غالباً فطراً ساماً، إلا أن حوادث الوفاة الناتجة عن أكله نادرة جداً، ومن المتعارف أكله مسلوقاً ببعض المناطق في آسيا وأوروبا وأمريكا الشمالية. يشتهر هذا الفطر بأنه مسبّب للهلوسة، إذا تتواجد فيه المؤثرات العقلية المعروفة بالمسكيمول. كان يستعمله سكان سيبيريا كشراب مسكّر، كما كانت له أهمية دينية عندهم. حاول الكثير من العلماء البحث في الاستعمالات التاريخية للفطر كمسكر في مناطق أخرى غير سيبيريا، إلا أن توثيق مثل هذه الاستعمالات نادر جداً، وقد اقترح بعضهم أنه كان في الواقع السوما المذكور في نصوص ريجفدا الهندية القديمة.

## الانتشار والموطن

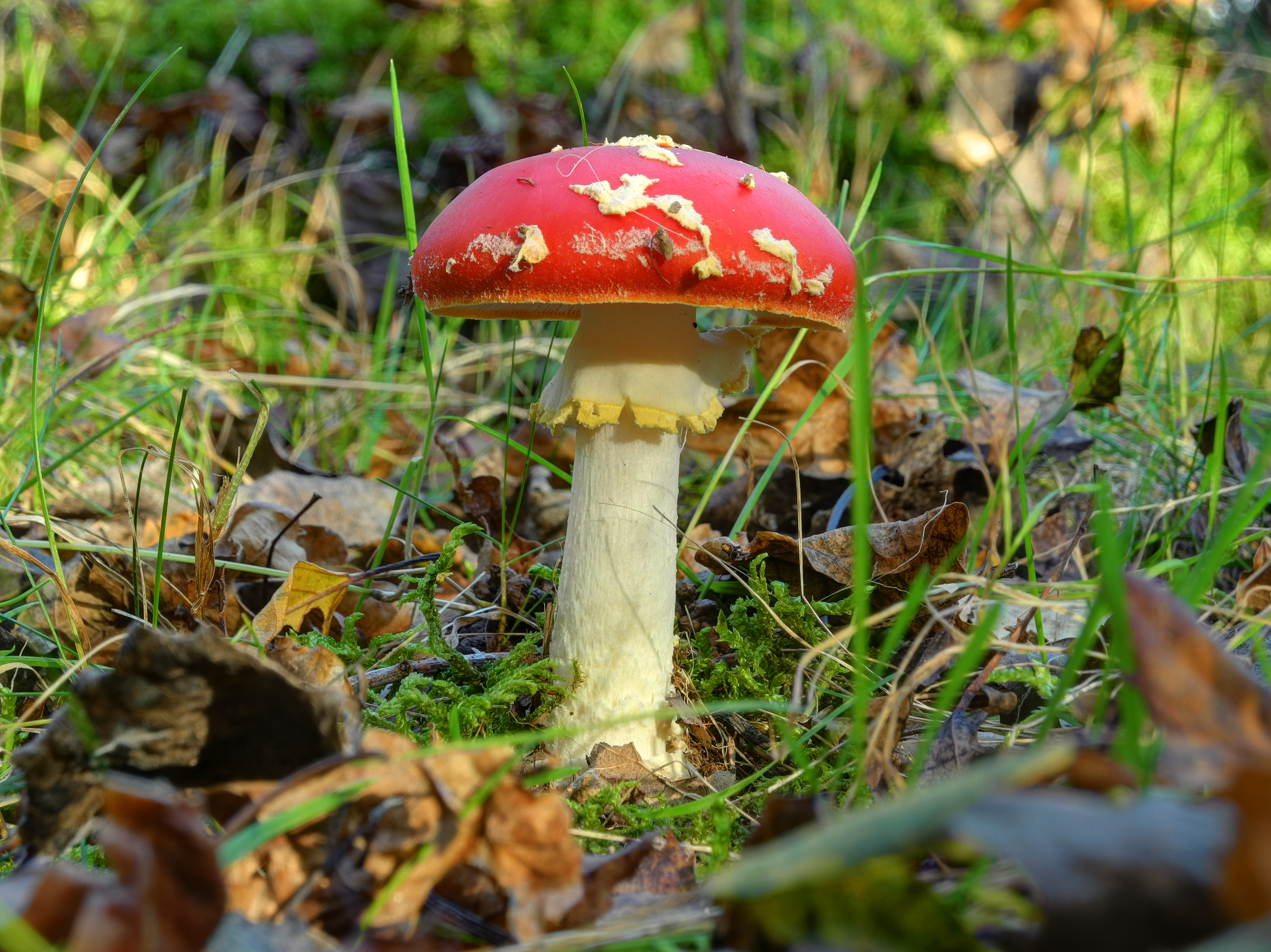
أمانيت الذباب.

أمانيت الذباب نوع عالمي الانتشار يقطن بالأصل الغابات الصنوبرية والنفضية معتدلة المناخ في نصف الكرة الأرضية الشمالي. ومن ضمن المناطق التي عيش فيها المرتفعات العالية ببعض المناطق مثل هندوكوش وحوض البحر الأبيض المتوسط وأمريكا الوسطى. وتشير بعض الدراسات الوراثية إلى أن أسلاف هذا الفطر ربَّما نشأت في منطقة ألاسكا وبيرنجيا خلال العصر الثالث، قبل الانتشار عبر قارات آسيا وأوروبا وأمريكا الشمالية.
عادةً ما ينمو هذا الفطر في فصل الخريف، إلا أن اختلاف المناخ قد يغير موعد نموّه، ففي أغلب أنحاء أمريكا الشمالية يكون ذلك في فصلي الصيف والخريف، أما على سواحل الهادئ فإنَّه يتأخر حتى نهاية الخريف ومطلع الشتاء. كثيراً ما يمكن العثور عليه قرب بوليط إيدوليس، حيث يُشكِّلان معاً أحياناً حلقات فطرية. ينتقل هذا الفطر عبر شجيرات الصنوبر، وقد انتقل بهذه الطريقة - على أيدي البشر - إلى نصف الأرض الجنوبي، بما في ذلك دول أستراليا ونيوزيلندا وجنوب أفريقيا وقارة أمريكا الجنوبية، حيث يتواجد جنوب البرازيل في ولاية بارانا.
يعيش أمانيت الذباب كجذر فطري تكافلي المعيشة مع العديد من الأشجار، مثل الصنوبر والتنوب والشوح والقضبان والأرز. ومن المعتاد أن يشاهد تحت أنواع الأشجار هذه المستقدمة إلى غير مناطقها الأصلية، حيث يُمثِّل تقريباً المقابل الفطري للحشائش في نيوزيلندا وتسمانيا وولاية فيكتوريا، ويشكل علاقات تكافلية مع الزان الجنوبي وثوفاجوس الذي يقطن السواحل الجنوبية. يغزو هذا الفطر الآن الغابات المطيرة بأستراليا، حيث يبدو أنه يتنافس مع الأنواع المحلية الأصلية مهدداً بقاءها، بل ويبدو أنه ينتشر شمالاً، إذ وصل حديثاً ميناء ماكويري على ساحل نيوساوث ويلز الشمالي.

## الوصف

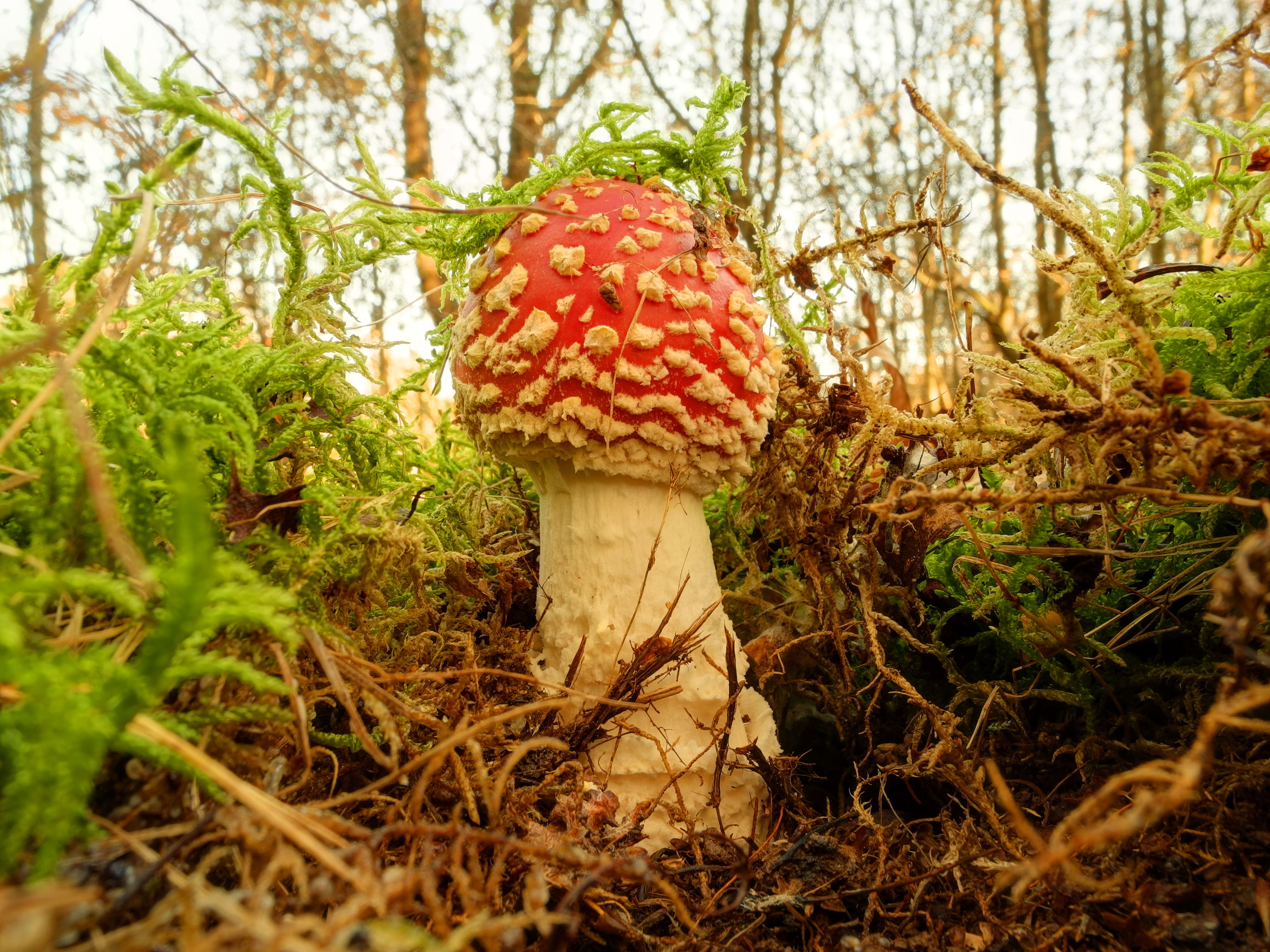
فطر في مرحلة مبكر من نموّه.

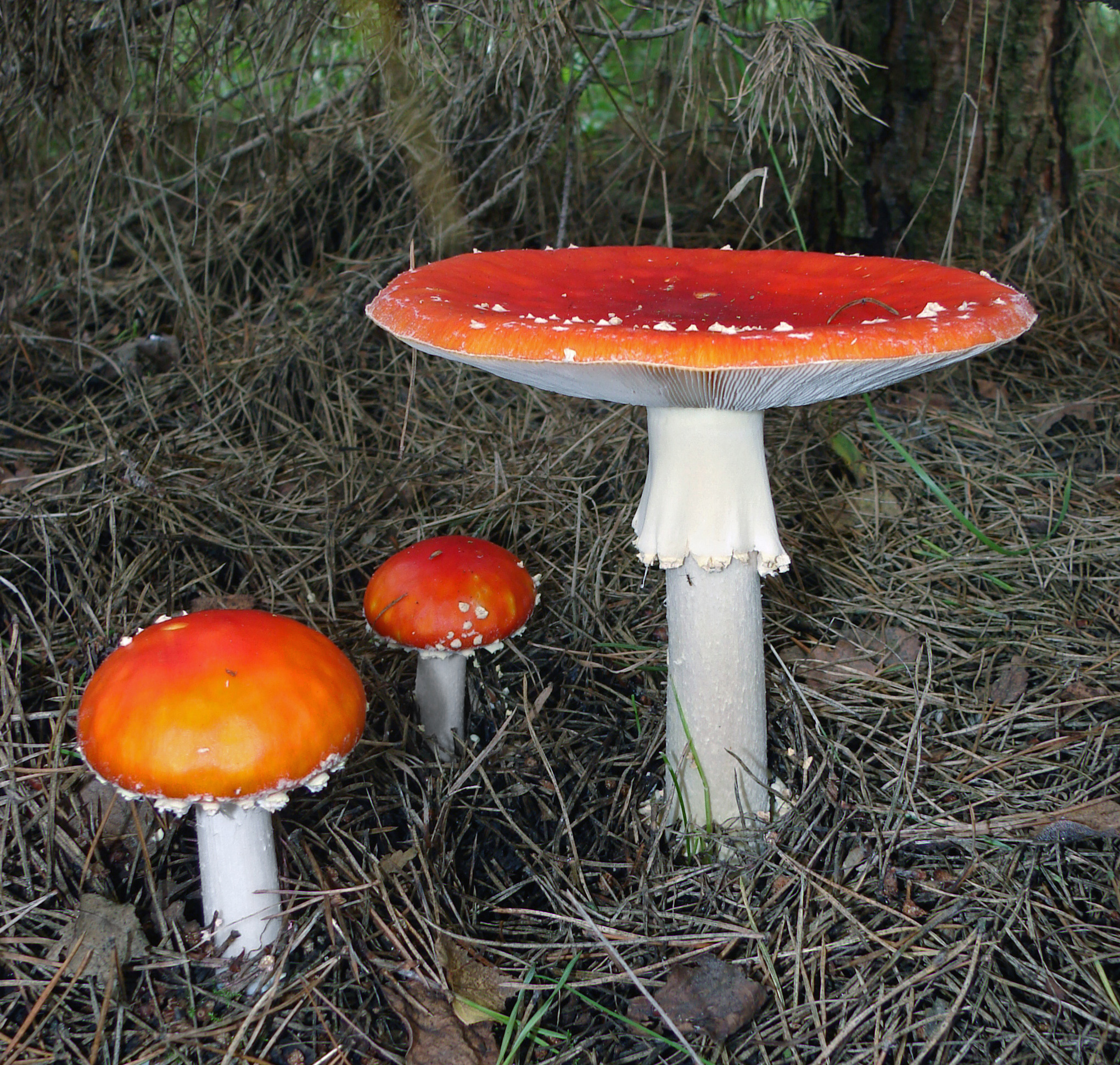
مراحل نمو مختلفة.

لدى فطر أمانيت الذباب عيش غراب واضح وكبير الحجم، وهو واسع الانتشار حيث ينمو. تنمو الأجزاء المثمرة من التربة، حيث تبدو كبيوض بيضاء اللون، تغطّيها ثآليل بيضاء أيضاً. وإذا ما تمَّ تشريح الفطر عند هذه المرحلة، ستظهر داخله طبقة صفراء مميزة اللون تحت سطحه مباشرة، ويمكن أن تساعد هذه الطبقة في تحديد نوع الفطر. ومع نموّ الفطر، يبدأ اللون الأحمر بالظهور أكثر فأكثر عبر الغشاء الخارجي، فيما تصبح الثآليل البيضاء أقلَّ بروزاً، حيث لا يتغيَّر حجمها إلا أن باقي جسم الفطر يكبر أكثر. كما يتغيَّر شكل الجسم في هذه المرحلة من كروي إلى نصف كروي، وأخيراً يصبح الفطر البالغ شبه مسطح الشكل مع انحناءات عند الأطراف. عندما يصبح الفطر مكتمل النمو يتراوح قطر رأسه الأحمر البرَّاق غالباً من 8 سنتيمترات إلى 20 سنتيمتراً، كما يمكن أن يصل إلى أكثر من ذلك. لكن قد يتسبَّب هطول الأمطار أو كبر السن ببهوت اللون الأحمر. تغطي الرأس ثآليل صغيرة عديدة ذات لون أبيض وشكل هرميّ، وهي بقايا الغشاء الذي يغلّف الفطر عند ولادته. كما أن خياشيم (فطريات) [الإنجليزية] بيضاء اللون أيضاً. دعامة الرأس بيضاء، ويتراوح طولها من 5 إلى 20 سنتيمتراً وقطرها من سنتيمتر إلى اثنين، ولها بنية ليفية هشة بعض الشيء مثل الكثير من الفطريات الكبيرة الأخرى. كما تظهر عند قاعدة الفطر بصلة [الإنجليزية] من بقايا الغشاء الأولي على شكل حلقتين أو أربع حلقات منفصلة. بشكل عام، لا يصدر الفطر أي رائحة عدى رائحة التراب العادية.
على الرغم من تميز شكل أمانيت الذباب وبروزه، إلا أنه يتم الخلط أحياناً بينه وبين أنواع تنمو بالأمريكيَّتين ذات لون يتراوح بين الأصفر والأحمر، مثل الفطر العسلي وفطر الأمانيت باسي المكسيكي الشبيه بفطر القيصر الأوروبي.